# Frontispício (livro)

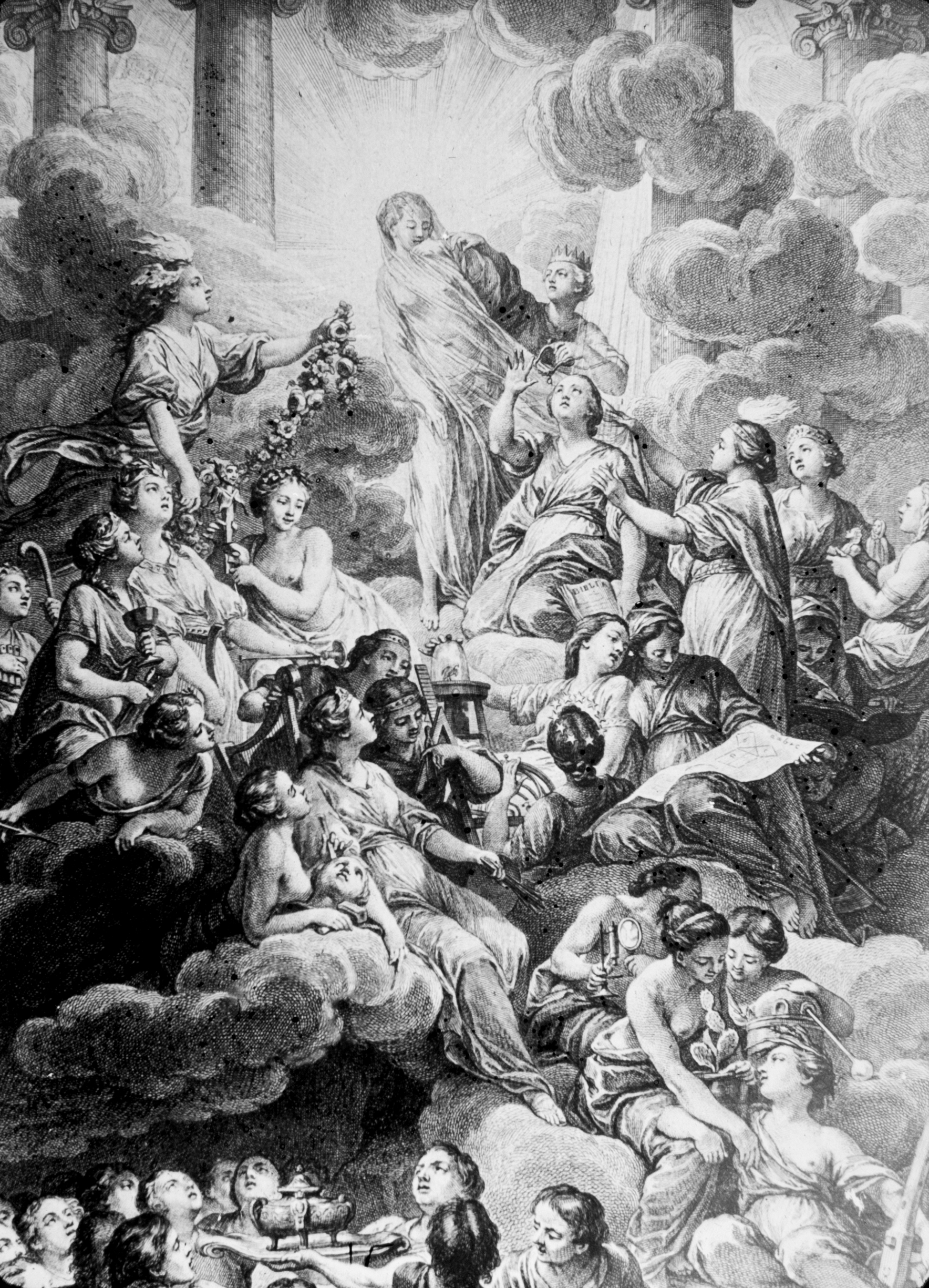
Detalhe do frontispício da Encyclopédie (1772), desenhado por Charles-Nicolas Cochin e gravado por Bonaventure-Louis Prévost. A figura do centro representa a Verdade – rodeada por luz intensa (o símbolo central do iluminismo). Duas outras figuras à direita, a Razão e a Filosofia, estão a retirar o manto da Verdade.

Um frontispício em livros é uma ilustração decorativa ou informativa voltada para a página de título de um livro, geralmente no lado esquerdo ou no verso, página oposta à direita ou na página frontal de um livro. Em algumas edições antigas ou em edições modernas de luxo o frontispício apresenta elementos temáticos ou alegóricos, em outras é o retrato do autor que aparece como frontispício. Nos manuscritos iluminados medievais, uma miniatura de apresentação mostrando o livro ou texto sendo apresentado (por quem e para quem varia) costumava ser usada como frontispício.

## Etimologia
A palavra vem do francês frontispice, que deriva do latim tardio frontispicium, composto do latim frons ('testa') e specere ('olhar para'). Era sinônimo de 'metoposcopia'. Em inglês, foi originalmente utilizado como termo arquitetônico, referindo-se à fachada decorativa de um edifício. No século XVII, em outras línguas como no italiano, o termo passou a se referir à página de título de um livro, que na época era frequentemente decorada com intrincadas gravuras que emprestou elementos estilísticos da arquitetura, como colunas e frontões.
Ao longo do século XVII, a página de título de um livro passou a ser acompanhada por uma ilustração na página oposta, de modo que em inglês o termo assumiu o significado que mantém hoje já em 1682. A essa altura, a ortografia inglesa também havia se transformado, por meio da etimologia popular, de 'frontispice' para 'frontispiece' ('front' + 'piece').

## Exemplos

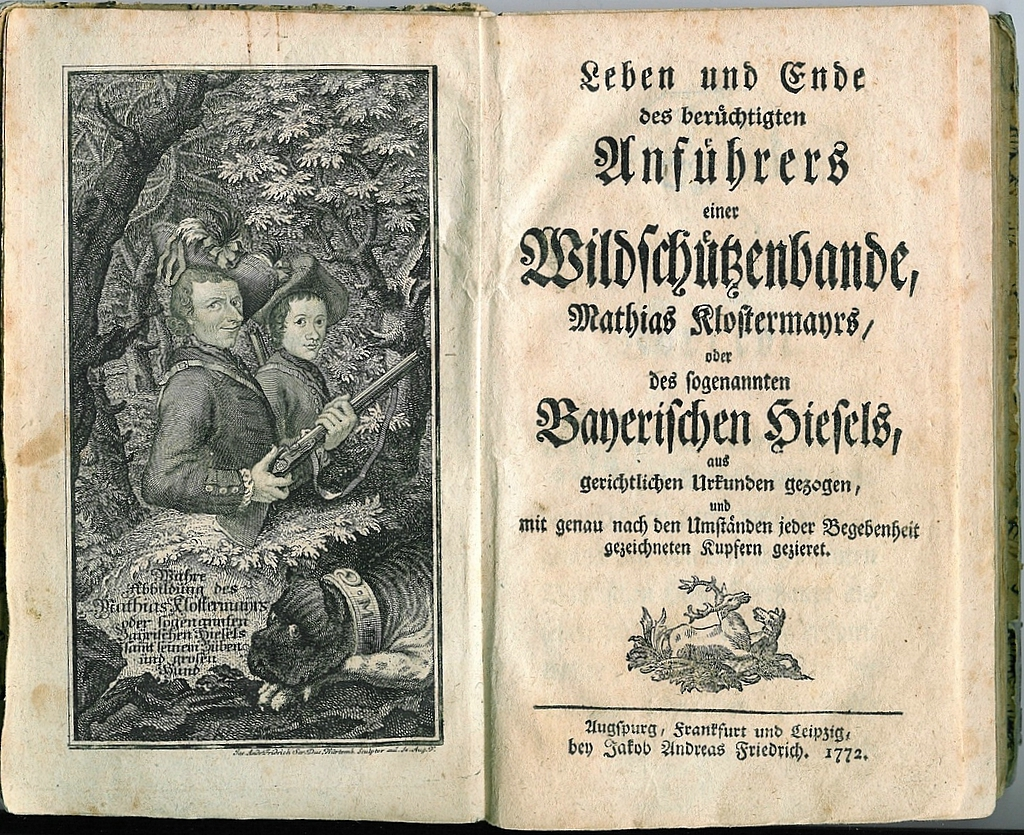
Um frontispício e página de rosto da biografia de Matthias Klostermayr (1772)
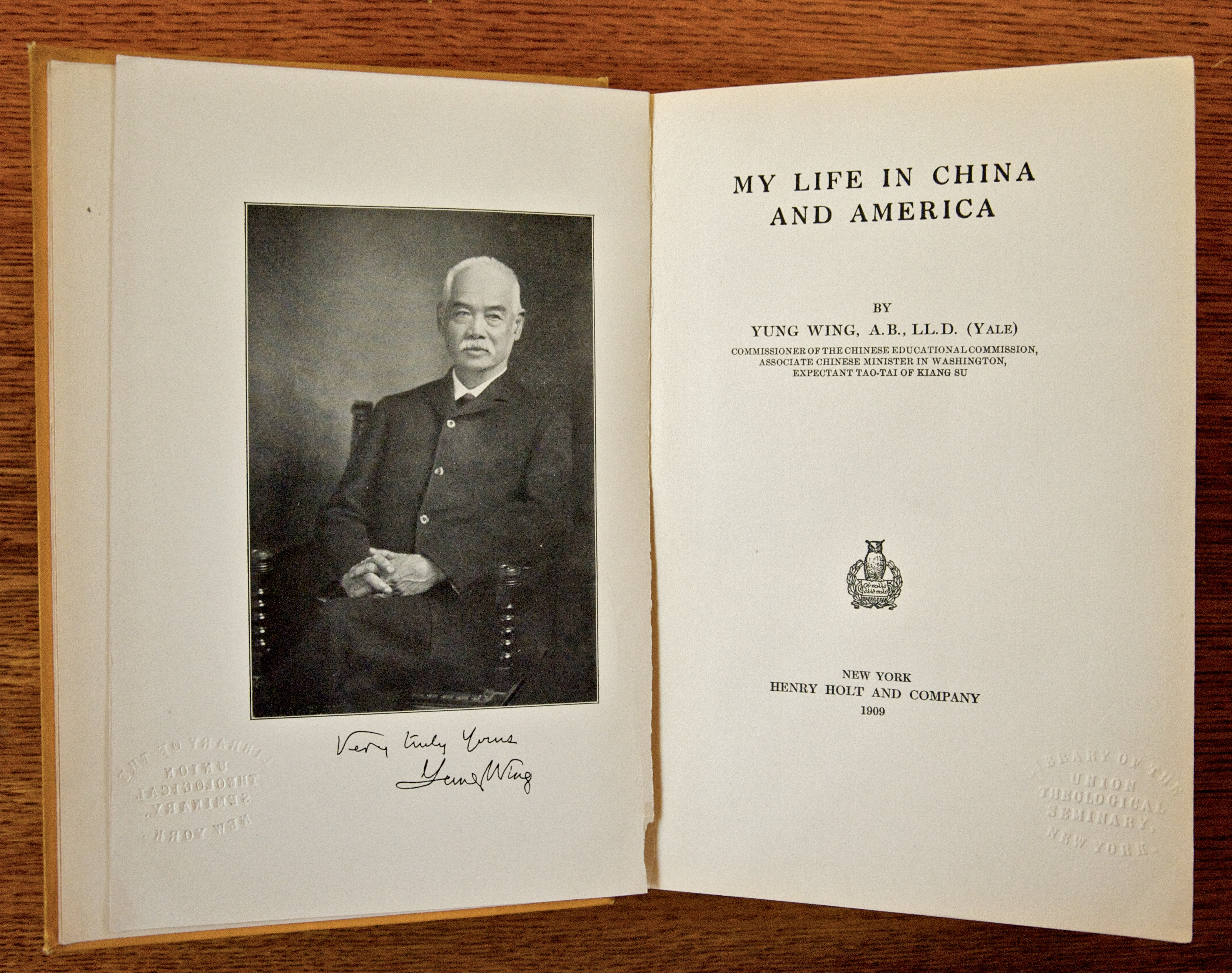
Um retrato de Yung Wing usado como o frontispício de seu livro de 1909, My Life in China and America
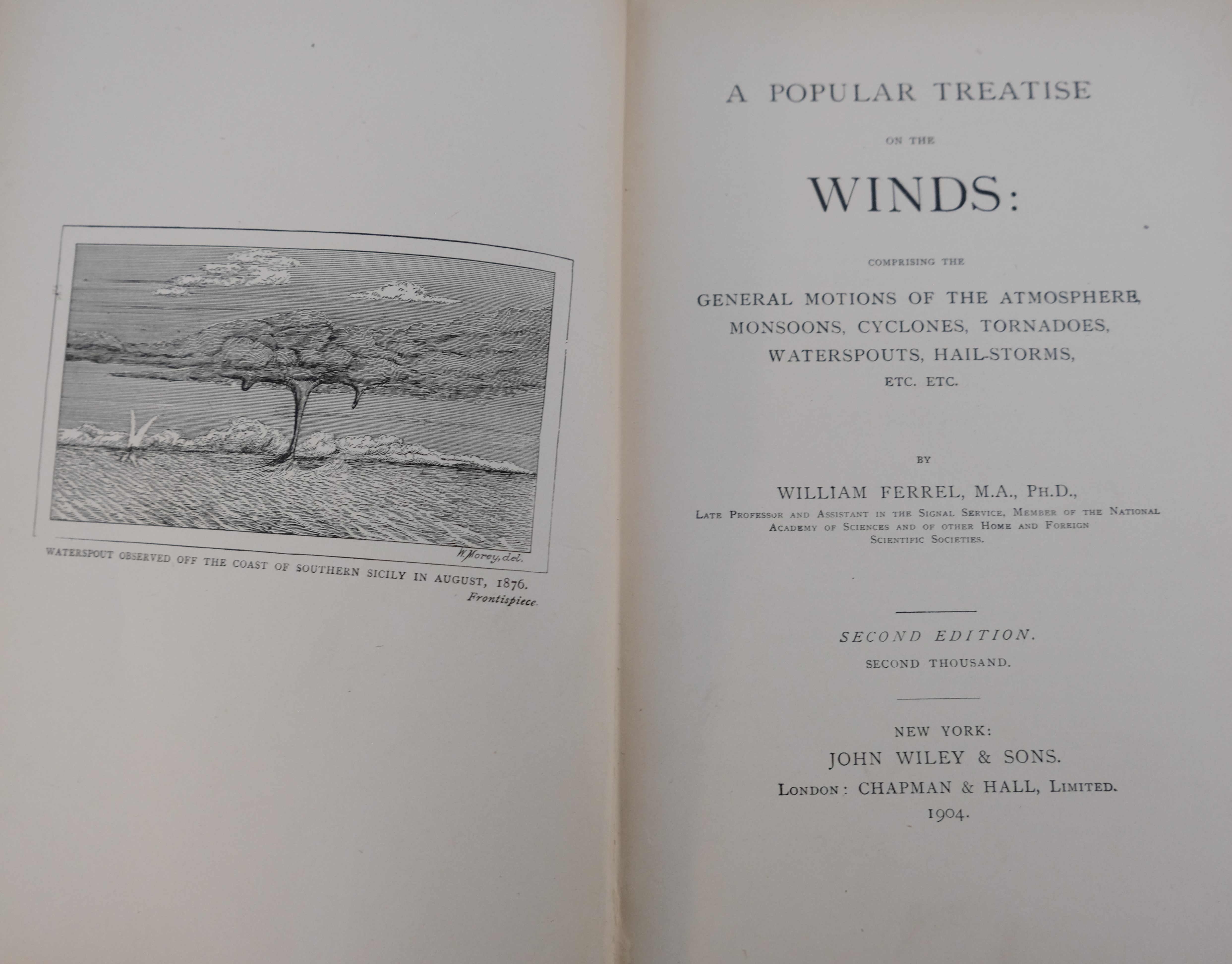
Frontispício de Um tratado popular sobre os ventos: Compreendendo os movimentos gerais da atmosfera, monções, ciclones, tornados, trombas d'água, tempestades de granizo, etc. de William Ferrel (1904)
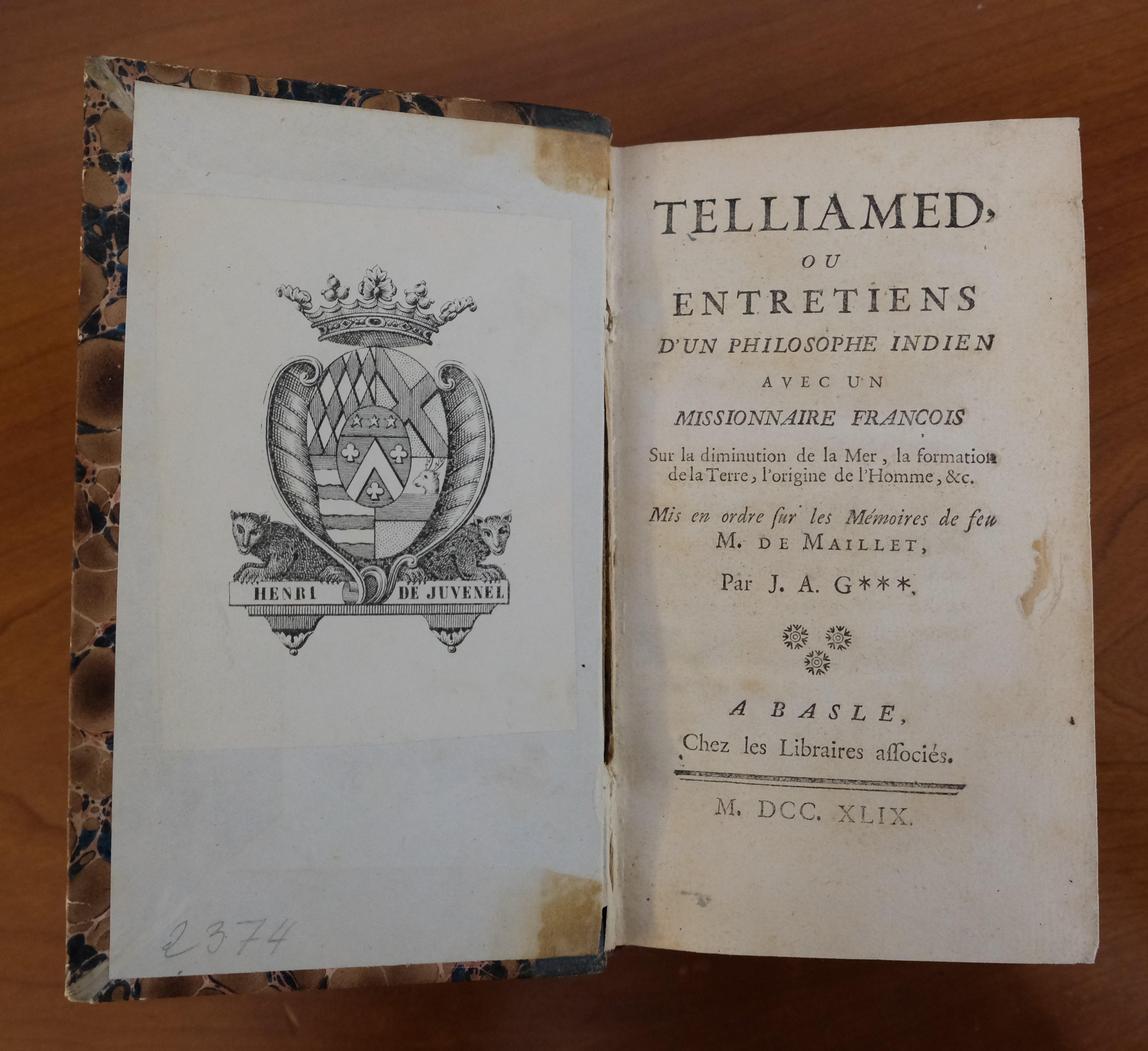
Página de título e frontispício para Telliamed por Benoît de Maillet (1749)
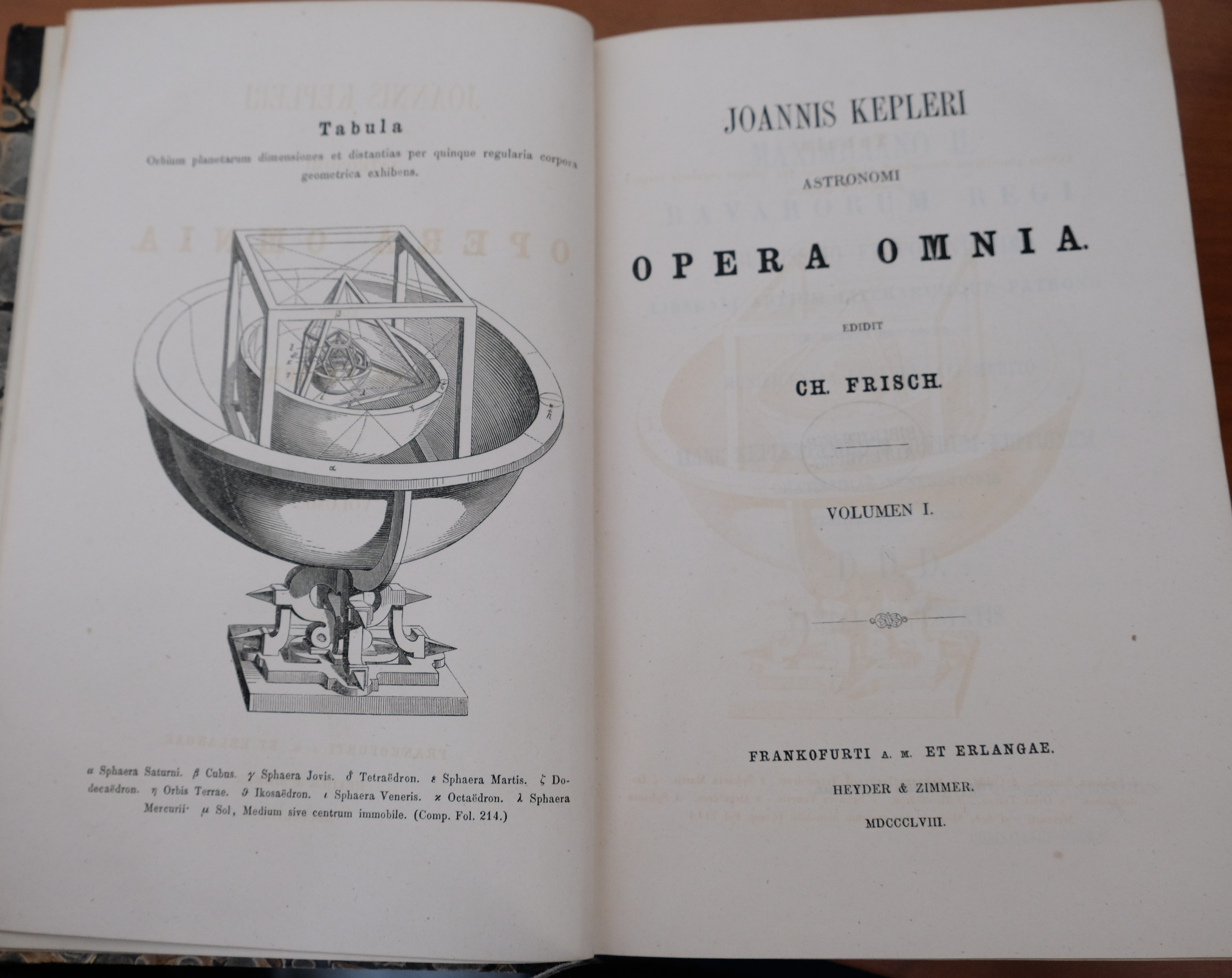
Página de rosto e frontispício do volume I1 de Joannis Kepleri Astronomi Opera Omnia de Johannes Kepler (1858)
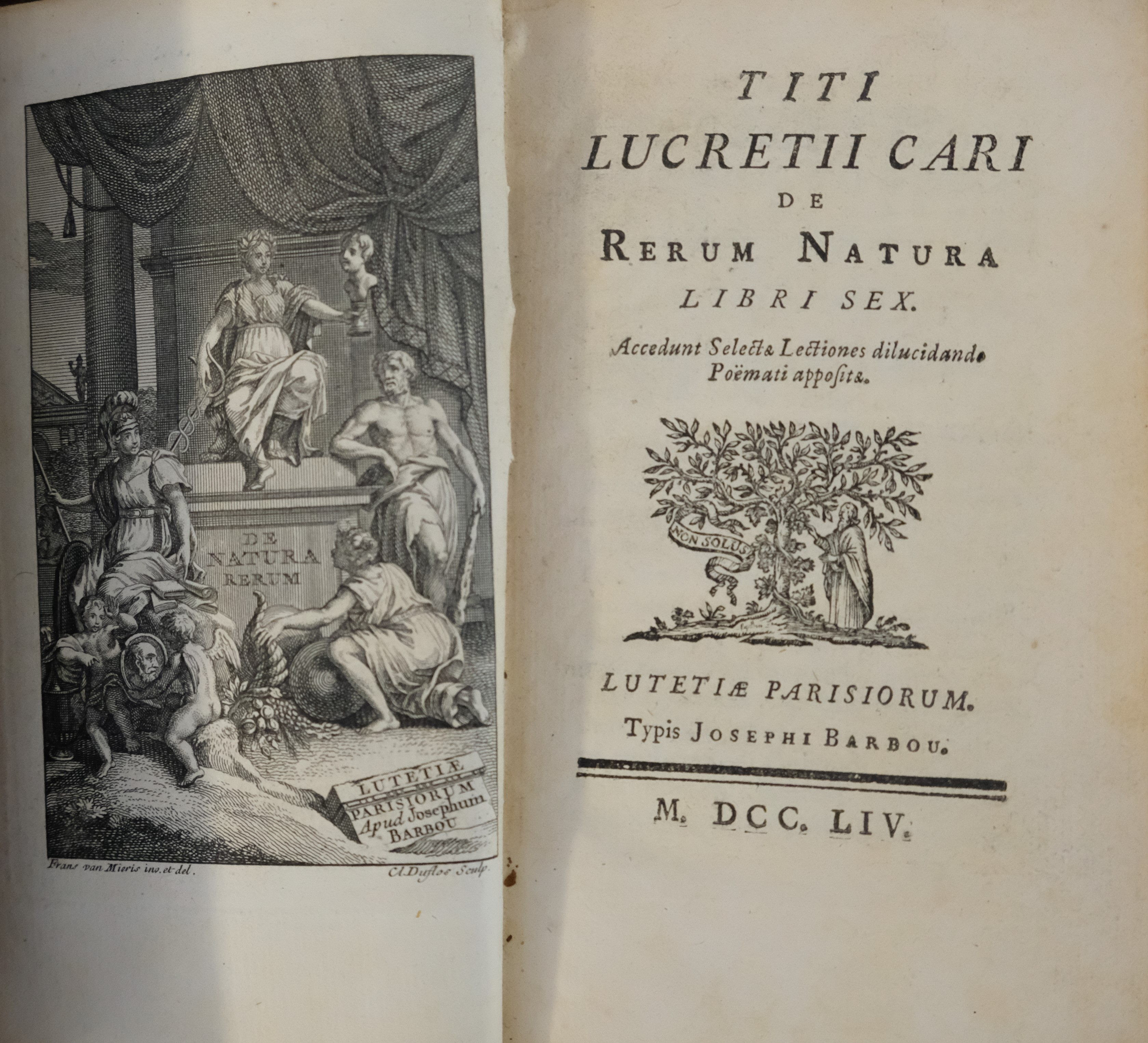
Frontispício e página de título para De Rerum Natura por Titus Lucretius Carus (1754
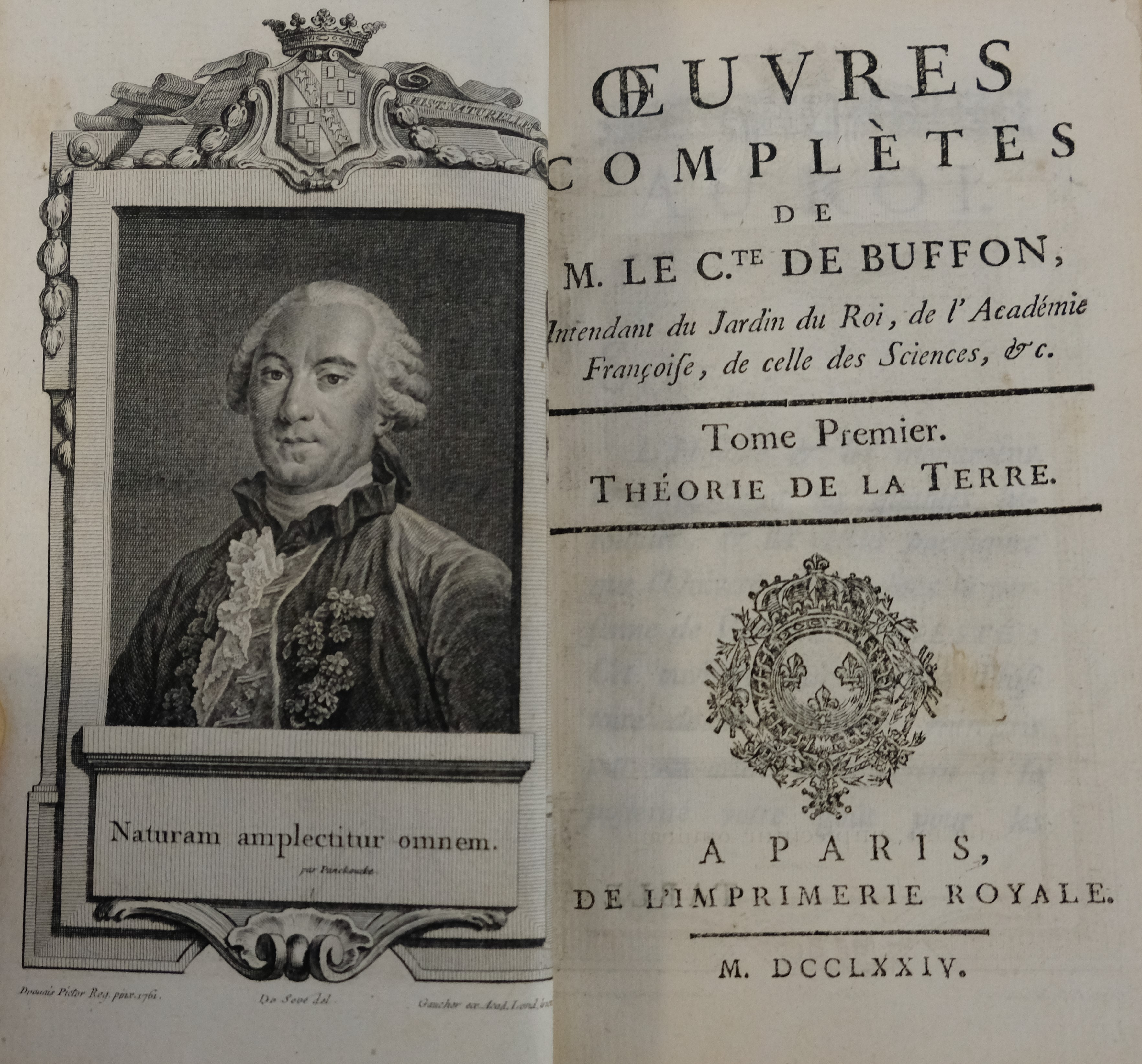
Frontispício e página de título para o volume I de Histoire Naturelle, Générale et Particulière por Georges-Louis Leclerc, Comte de Buffon (1774)
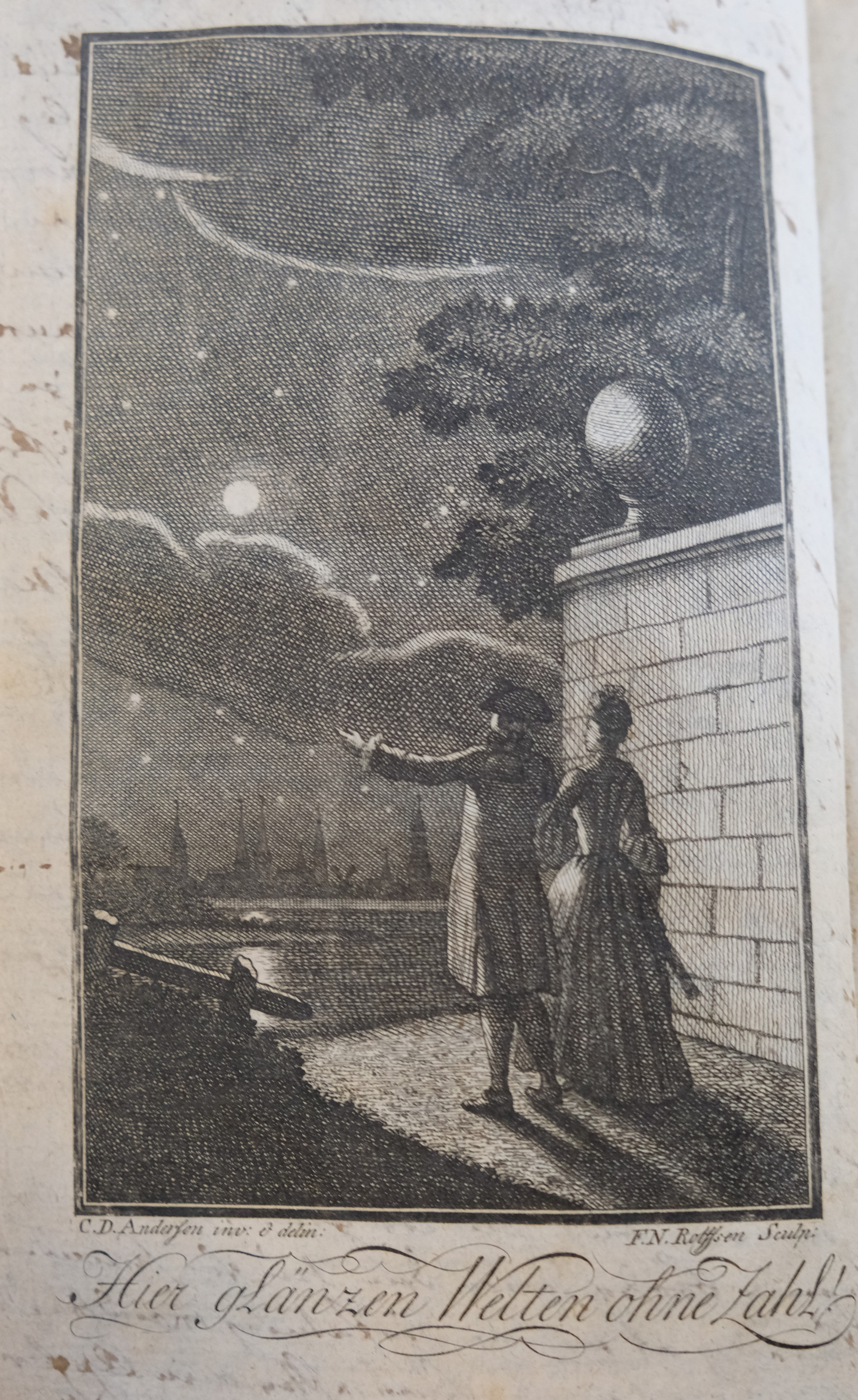
Ilustração do frontispício de Anleitung zur Kentniss des Gestirnten Himmels de Johann Bode (1772)